# Thai FA Cup
La Thai FA Cup (ไทยเอฟเอคัพ) è la competizione ad eliminazione diretta nazionale della Thailandia organizzata dalla Federazione calcistica della Thailandia ed è nata nella stagione del 1975.
La squadra che attualmente detiene il titolo e il Buriram PEA, mentre quella che detiene il maggior numero di titoli è il Raj Pracha Thailand F.C. con 5 titoli in bacheca.

## Risultati
| Anno    | Campione                                           | Risultato                                          | Finalista                                          |
| ------- | -------------------------------------------------- | -------------------------------------------------- | -------------------------------------------------- |
| 1975    | Raj Pracha                                         |                                                    |                                                    |
| 1976    | Raj Pracha                                         |                                                    |                                                    |
| 1977-79 | Non disputata                                      | Non disputata                                      | Non disputata                                      |
| 1980    | Bangkok Bank                                       |                                                    |                                                    |
| 1981    | Bangkok Bank                                       |                                                    |                                                    |
| 1982-83 | Non disputata                                      | Non disputata                                      | Non disputata                                      |
| 1984    | Lopburi                                            | 5-1                                                | Chanthaburi                                        |
| 1985    | Raj Pracha                                         | 2-0                                                | Chanthaburi                                        |
| 1986-91 | Non disputata                                      | Non disputata                                      | Non disputata                                      |
| 1992    | Raj Pracha                                         |                                                    |                                                    |
| 1993    | TOT                                                |                                                    |                                                    |
| 1994    | Raj Pracha                                         |                                                    |                                                    |
| 1995    | Royal Thai Air Force                               |                                                    |                                                    |
| 1996    | Royal Thai Air Force                               |                                                    |                                                    |
| 1997    | BBCU                                               |                                                    |                                                    |
| 1998    | Bangkok Bank                                       |                                                    |                                                    |
| 1999    | Thai Farmers Bank                                  | 2-1                                                | Osotspa Saraburi                                   |
| 2001    | Royal Thai Air Force                               |                                                    |                                                    |
| 2002-08 | Cancellata                                         | Cancellata                                         | Cancellata                                         |
| 2009    | Port                                               | 1-1 (5-4 pens)                                     | BEC Tero Sasana                                    |
| 2010    | Chonburi                                           | 2-1                                                | Muangthong Utd                                     |
| 2011    | Buriram PEA                                        | 1-0                                                | Muangthong Utd                                     |
| 2012    | Buriram PEA                                        | 2-1                                                | Army Utd                                           |
| 2013    | Buriram Utd                                        | 3-1                                                | Bangkok Glass                                      |
| 2014    | Bangkok Glass                                      | 1-0                                                | Chonburi                                           |
| 2015    | Buriram Utd                                        | 3-1                                                | Muangthong Utd                                     |
| 2016    | Chainat, Chonburi, Ratchaburi Mitr Phol, Sukhothai | Chainat, Chonburi, Ratchaburi Mitr Phol, Sukhothai | Chainat, Chonburi, Ratchaburi Mitr Phol, Sukhothai |
| 2017    | Chiangrai Utd                                      | 4-2                                                | Bangkok Utd                                        |
| 2018    | Chiangrai Utd                                      | 3-2                                                | Buriram Utd                                        |
| 2019    | Port                                               | 1-0                                                | Ratchaburi Mitr Phol                               |
| 2020-21 | Chiangrai Utd                                      | 1-1 (4-3 rigori)                                   | Chonburi                                           |
| 2021-22 | Buriram Utd                                        | 1-0                                                | Nakhon Ratchasima                                  |
| 2022-23 | Buriram Utd                                        | 2-0                                                | Bangkok Utd                                        |
| 2023-24 | Bangkok Utd                                        | 1-1 (4-1 rigori)                                   | Dragon Kanchanaburi                                |
| 2024-25 | Buriram Utd                                        | 3-2                                                | Muangthong Utd                                     |

## Titoli per squadra
| Club                 | Vittorie | Stagioni                                 |
| -------------------- | -------- | ---------------------------------------- |
| Buriram Utd          | 7        | 2011, 2012, 2013, 2015, 2022, 2023, 2025 |
| Raj Pracha           | 5        | 1975, 1976, 1985, 1992, 1994             |
| Bangkok Bank         | 3        | 1980, 1981, 1998                         |
| Royal Thai Air Force | 3        | 1995, 1996, 2001                         |
| Chonburi             | 2        | 2010, 2016                               |
| Lopburi              | 1        | 1984                                     |
| TOT                  | 1        | 1993                                     |
| BBCU                 | 1        | 1997                                     |
| Thai Farmers Bank    | 1        | 1999                                     |
| Port                 | 1        | 2009                                     |
| Bangkok Glass        | 1        | 2014                                     |
| Bangkok Utd          | 1        | 2024                                     |